# Heping (sockenhuvudort i Kina, Hubei Sheng, lat 30,63, long 114,39)
Heping är en sockenhuvudort i Kina. Den ligger i provinsen Hubei, i den centrala delen av landet, omkring 11 kilometer nordost om provinshuvudstaden Wuhan. Antalet invånare är 107 811. Befolkningen består av 51 420 kvinnor och 56 391 män. Barn under 15 år utgör 12,0 %, vuxna 15-64 år 82 %, och äldre över 65 år 5,0 %.
Runt Heping är det mycket tätbefolkat, med 1 095 invånare per kvadratkilometer. Närmaste större samhälle är Wuhan, 12,7 km väster om Heping. Trakten runt Heping består i huvudsak av gräsmarker.
Genomsnittlig årsnederbörd är 1 631 millimeter. Den regnigaste månaden är juli, med i genomsnitt 255 mm nederbörd, och den torraste är december, med 20 mm nederbörd.